# جون مكاي جونيور
جون مكاي جونيور (بالإنجليزية: John McKay, Jr.)‏ هو لاعب كرة قدم أمريكية أمريكي، ولد في 24 مارس 1953 في يوجين في الولايات المتحدة.

## وصلات خارجية
- جون مكاي جونيور على موقع مرجع كرة القدم المحترفة.كوم (الإنجليزية)